# 時永浦三

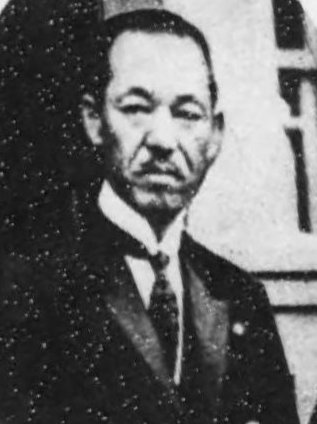
時永浦三

時永 浦三（ときなが うらぞう、1884年（明治17年）4月6日 - 1929年（昭和4年）2月7日）は、日本の朝鮮総督府・内務官僚。官選県知事。

## 経歴
広島県甲奴郡上下村（現府中市）出身。時永清吉の三男として生まれる。第一高等学校を卒業。1909年7月、東京帝国大学法科大学政治学科を卒業し大学院に進学。同年11月、文官高等試験行政科試験に合格。1910年5月、統監府属として渡韓した。
1910年10月、朝鮮総督府取調局属となる。以後、同取調局事務官、同道事務官・平安南道在勤、京畿道在勤、同事務官・総務局総務課長、兼同参事官、同内務部第二課長、同済世院庶務課長事務嘱託、同警務官兼同警視、同警務総監部保安課長、同兼警務総監部高等警察課長事務取扱、同事務官、兼同参事官などを歴任し、1922年1月、朝鮮総督府監察官に就任。
1922年10月、大分県内務部長に転じた。鳥取県内務部長を経て、1924年10月、宮城県内務部長となる。1925年9月、宮崎県知事に就任。郡制廃止後の対応に尽力。1926年9月、佐賀県知事に転任。神埼実業銀行・古賀銀行の休業対策などに尽力。1927年5月17日に休職となった。その後、大阪市助役に推挙されたが、朝鮮京畿道知事に内定していたためそれを断り、療養中に死去した。

## 著作
- 『愛蘭問題』朝鮮総督府、1921年。
- 『大分県の一年有半記念講演集』大分県教育会、1924年。

## 親族
- 妻 時永美子（子爵品川弥一の長女）[10]
- 甥 時永一男（広島銀行頭取）
- 又甥 時永宜幸（アニメーター）